# José Roberto Batochio
José Roberto Batochio (Dois Córregos, 17 de abril de 1944) é um advogado e político brasileiro.

## Biografia
De origem italiana, passou a infância e juventude em Avaré. Em 1963 entrou para a Faculdade de Direito da Universidade Mackenzie, formando-se em 1967.
Destacado advogado criminalista, presidiu a Associação dos Advogados de São Paulo de 1985 a 1986 e a OAB em São Paulo. De 1993 a 1995, foi presidente nacional do Conselho Federal da OAB, sendo que atualmente é membro honorário e vitalício. É membro da Federação Interamericana de Advogados, bem como do Instituto dos Advogados Brasileiros (IAB).
Destacado advogado criminalista, presidiu a Associação dos Advogados de São Paulo de 1985 a 1986 e a OAB em São Paulo. De 1993 a 1995, foi presidente nacional do Conselho Federal da OAB, sendo que atualmente é membro honorário e vitalício. É membro da Federação Interamericana de Advogados, bem como do Instituto dos Advogados Brasileiros (IAB).
Foi eleito deputado federal pelo PDT, com mandato entre 1998 e 2002.
Em setembro de 2009, recebeu a "Medalha Maneco Dionísio".
Após convenção do PDT, em 14 de junho de 2014, foi escolhido candidato a vice-governador do Estado de São Paulo na chapa de Paulo Skaf, candidato ao governo paulista pelo PMDB para as eleições de 2014.
No julgamento do ex-presidente Luiz Inácio Lula da Silva perante o Supremo Tribunal Federal ocorrido no dia 23 de março de 2018, proferiu sustentação oral considerada histórica pelos ministros do STF Gilmar Mendes e Dias Toffoli, em defesa das liberdades e garantias fundamentais dos cidadãos, embora não tenha obtido êxito para evitar a prisão do ex-presidente.